# روغن‌ماهی لجه‌زی
روغن‌ماهی لجه‌زی (نام علمی: Melanonus gracilis) نام یک گونه از راسته روغن‌ماهی‌سانان است.